# Het Bruchterveld
Het Bruchterveld was een waterschap in de Nederlandse provincie Overijssel van 1950 tot 1958.
De Gedeputeerde Staten van Overijssel besloten tot oprichting van het waterschap op 18 januari 1950. Op 8 september 1950 werd de oprichting van het waterschap bij Koninklijk Besluit bekrachtigd.
In 1958 ging Het Bruchterveld op in het waterschap De Bovenvecht samen met de waterschappen Anerveen, Het Beerzerveld, Holtheme, Radewijk en Baalder, De Meene, De Molengoot en Het Rheezer- en Diffelerveld. De laatste vergadering van het bestuur van het waterschap vond plaats in maart 1958. 
De naam Bruchterveld komt van de nederzetting Brucht in de marke Brucht.